# Éric Bédard (patinage de vitesse sur piste courte)
Pour les articles homonymes, voir Éric Bédard et Bédard.
Éric Bédard (né le 17 décembre 1976 à Sainte-Thècle, en Mauricie) est un patineur de vitesse sur piste courte canadien.
Il a été quadruple médaillé olympique, dont deux titres en relais. Il également multi-médaillé aux championnats du monde, dont quatre titres par équipe.

## Carrière
En 1998, aux Jeux olympiques de Nagano, il gagne la médaille de bronze au 1 000 m et la médaille d'or sur le relais 5 000 m. En relais, il remporte à nouveau l'or aux Jeux olympiques de 2002, puis la médaille d'argent aux Jeux olympiques de 2006.
Il arrête ensuite sa pratique sportive pour préparer l'équipe d'Allemagne aux Jeux olympiques de 2010, puis l'équipe d'Italie aux Jeux olympiques de 2014. En août 2018, il est nommé entraîneur de l'équipe nationale masculine du Canada.
Il est intronisé membre du Panthéon des sports du Québec en 2011.

## Palmarès
- Honneurs
  - 2002 - Médaille d'honneur de l'Assemblée nationale[3]
  - 2006 - Médaille d'honneur de l'Assemblée nationale[3]
  - 2013 - Nommé athlète au temple de la renommée de la Fédération de Patinage de Vitesse du Québec

- Jeux olympiques
  -  Médaille d'or sur relais 5000 m aux Jeux olympiques d'hiver de 2002 à Salt Lake City
  -  Médaille d'or sur relais 5000 m aux Jeux olympiques d'hiver de 1998 à Nagano
  -  Médaille d'argent sur relais 5000 m aux Jeux olympiques d'hiver de 2006 à Turin
  -  Médaille de bronze sur 1000 m aux Jeux olympiques d'hiver de 1998 à Nagano